# La Chaise-Dieu
La Chaise-Dieu is een gemeente in het Franse departement Haute-Loire (regio Auvergne-Rhône-Alpes) en telt 608 inwoners (2020). De plaats maakt deel uit van het arrondissement Brioude.

## Geografie
De oppervlakte van La Chaise-Dieu bedraagt 13,6 km², de bevolkingsdichtheid is 59,9 inwoners per km².
De onderstaande kaart toont de ligging van La Chaise-Dieu met de belangrijkste infrastructuur en aangrenzende gemeenten.

## Demografie
Onderstaande figuur toont het verloop van het inwonertal (bron: INSEE-tellingen).